# Péter Kovács (Handballspieler)
Péter Kovács [ˈpeːtɛr ˈkovaːtʃ] (* 8. April 1955 in Budapest) ist ein ehemaliger ungarischer Handballspieler und gegenwärtiger Trainer.
Kovács galt zu seiner Zeit als einer der besten Handballer der Welt. Mit seinem Stammverein Honvéd Budapest gewann er 1982 der Europapokal der Landesmeister. Zudem gewann er mit Honvéd sechs nationale Meisterschaften. Später wechselte er nach Deutschland und spielte für den OSC Dortmund, den TV Großwallstadt, den TUSEM Essen und die SG Hameln in der Bundesliga.
Sein Turnierdebüt in der Nationalmannschaft gab Kovács 1976 bei den Olympischen Sommerspielen in Montreal. Bei der Handball-Weltmeisterschaft 1978 wurde er gemeinsam mit Jerzy Klempel Torschützenkönig. Neben zwei weiteren Olympiateilnahmen in den Jahren 1980 und 1988, die Ungarn jeweils mit Platz vier abschloss, war der Gewinn der Silbermedaille Handball-Weltmeisterschaft 1986 der größte Erfolg Kovács’ mit seinem Auswahlteam. Seine letzte WM spielte er 1995 auf Island, als er mit 40 Jahren noch einmal ein Comeback gab. Mit 1797 Toren in 323 Länderspielen war er der Rekordländerspieltorschütze weltweit im Handball, bevor ihn bei der Europameisterschaft 2018 der Isländer Guðjón Valur Sigurðsson überholte.
Als Trainer hat er z. B. Pick Szeged, Dunaferr, die ungarische Juniorenmannschaft der Frauen, die türkische Seniorenmannschaft der Frauen geleitet, sowie zwischen Sommer 2010 und Anfang 2011 die rumänischen Frauenmannschaft CS Oltchim Râmnicu Vâlcea.
Er ist verheiratet und hat zwei Kinder, Marton und Andras.